# Goniophlebium argutum
Goniophlebium argutum là một loài dương xỉ trong họ Polypodiaceae. Loài này được Wall. ex Hook. J. Sm. ex Hook. mô tả khoa học đầu tiên năm 1842.